# مسجد ساراتوف
مسجد ساراتوف هو المعبد الإسلامي الرئيسي في مدينة ساراتوف بروسيا.

## تاريخ
ظهرت المستوطنات التتارية داخل حدود ساراتوف الحديثة في القرنين السابع عشر والثامن عشر. كان انتشار الإسلام مرتبطًا بهم. تم افتتاح أول مسجد حجري هنا في عام 1836 (وقد بدأ البناء قبل عامين). بعد ذلك، تم بناء المبنى الجديد للمسجد في نفس المكان، حتى بدأت الحكومة السوفيتية في اضطهاد ممثلي الديانات المختلفة. تم إغلاق المعبد، وتم تدمير المبنى جزئيًا وعدم استخدامه للغرض المقصود منه. فقط في عام 1989 تم إرجاع المسجد إلى المؤمنين، وقرروا تدمير المبنى المدنس وبناء مبنى جديد في مكانه.